# Lidemark Sogn
Lidemark Sogn er et sogn i Køge Provsti (Roskilde Stift).
I 1800-tallet var Bjæverskov Sogn anneks til Lidemark Sogn. Begge sogne hørte til Bjæverskov Herred i Præstø Amt. Hvert af dem dannede sin egen sognekommune. Både Lidemark og Bjæverskov var i 1966 med i den frivillige kommunesammenlægning, som ved kommunalreformen i 1970 blev til Skovbo Kommune. Den indgik ved strukturreformen i 2007 i Køge Kommune.
I Lidemark Sogn ligger Lidemark Kirke.
I sognet findes følgende autoriserede stednavne:
- Druestrup (bebyggelse)
- Gummerød (bebyggelse, ejerlav)
- Klåvang (bebyggelse)
- Kvistskov (bebyggelse)
- Lidemark (bebyggelse, ejerlav)
- Lidemark Præstemark (bebyggelse)
- Nørreskov (areal)
- Tuemose (bebyggelse)
- Ødemark (bebyggelse, ejerlav)